# Microleptes grandis
Microleptes grandis är en stekelart som beskrevs av Humala 2003. Microleptes grandis ingår i släktet Microleptes och familjen brokparasitsteklar. Inga underarter finns listade i Catalogue of Life.